# Голый завтрак
«Голый завтрак» (иногда переводится как «Обед нагишом», «Нагой обед», англ. Naked Lunch) — роман американского писателя Уильяма Берроуза. Впервые опубликован на английском языке в 1959 году в парижском издательстве Olympia Press. Русский перевод романа вышел в 1994 году.
В ряде европейских стран и на территории США книга находилась под запретом из-за обильного использования обсценной лексики, откровенной гомосексуальной направленности и наличия сцен с описанием педофилии и детоубийств. Свободному распространению романа в США предшествовало два громких судебных процесса, в ходе которых в защиту «Голого завтрака» выступили известные писатели и поэты, в том числе Норман Мейлер и Аллен Гинзберг. Итогом слушаний стало снятие с романа всех обвинений в «непристойности». Завершившееся в 1966 году судебное разбирательство стало последним в истории США процессом, на котором рассматривалась возможность цензурного запрета на публикацию книги.
«Голый завтрак» традиционно считается этапным произведением американской литературы XX века и одной из ключевых книг бит-поколения наравне с романом «В дороге» Керуака и поэмой «Вопль» Гинзберга. Книга включена в списки «100 величайших англоязычных романов, изданных в период с 1923 по 2005 год» по версии журнала «Тайм» и «100 лучших романов» по версии Новейшей библиотеки. В 1991 году режиссёр Дэвид Кроненберг снял по мотивам романа Берроуза фильм «Обед нагишом».

## Сюжет и главные герои
Традиционно «Голый завтрак» рассматривается в качестве одного из первых крупных произведений, написанных Берроузом по методу нарезок. В соответствии с тем фактом, что в итоговую рукопись романа (также называемом антироманом) путём компоновки попало множество разнородных текстов — «СЛОВО» из «Интерзоны», выдержки из писем Гинзбергу и множество ранее не опубликованной прозы писателя, роман «Голый завтрак» предстаёт практически лишённым нити повествования. Джеймс Грауэрхольц, редактор и литературный душеприказчик Берроуза, следующим образом объяснял сложившуюся ситуацию: 

Многие из сочинений 1950-х фрагментарны по своей природе; некоторые страницы, начинавшиеся как письма Гинзбергу, так и не были отправлены. Берроуз их перепечатал и соединил с другими материалами. Отправленные письма также содержали большие куски текста, находящиеся в состоянии проработки. Потому-то и не видно границ между «письмами», «дневниками» и «сочинениями», по крайней мере в рукописях, относящихся к упомянутому периоду.
«Роман состоит из двадцати трёх частей, собранных воедино редактором в произвольном порядке, смешанных с целой галереей персонажей, вовлечённых в наркозависимость и как-то связанных со злыми агентами, контролирующими их тела и разум» — описал содержание книги критик из Севильского университета. ВВС обозначило роман «кошмаром, наполненным секретными агентами, безумными докторами, гангстерами, зомби, фаллическими монстрами, вампирами и инопланетянами, замешанными в садомазохистские оргии, трансформации, дьявольские планы и межпланетные войны». Книгу часто причисляют к жанру антиутопии (весьма редко к фэнтези), в числе основных тем выделяя наркотические галлюцинации, документальные записи о быте Танжера, гомосексуальные сцены, порнографические описания различных извращений и фармакологические описания воздействия различных препаратов на человека.
Книга начинается с описания приключений Агента Ли, странствующего по США в поисках очередной дозы наркотика; главного героя на протяжении всего повествования преследует полиция. Здесь же в сюжетную линию попадает масса эпизодических персонажей, описывающих различные знакомства Ли в ходе его путешествия. Протагонист получает задание нанять некого Доктора Бенвея, для чего он отправляется на территорию Мексики; там Бенвей рассказывает Ли о своём пребывании в месте под названием Аннексия (город, использованный Берроузом для иллюстрации штата, на манер американских, подконтрольного полиции и существующей системе контроля, поставленной выше прав и свобод человека). Повествование далее перемещается в Свободию (данная тема наиболее полно развивается в эссе «Пределы контроля» из «Счётной машины»; согласно Берроузу, чтобы быть максимально эффективным, контроль должен быть частичным — он должен создавать иллюзию свободы), некоторое подобие лимба, где в повествование попадает влиятельная организация «Ислам Инк.» (работодатель Ли); также появляются новые герои — Хоселито, Карл и Клем. Описывается торговая площадь, где продается так называемое «чёрное мясо» (в романе оно изображает джанк, то есть героин). Здесь же впервые раскрывается истинная суть Бенвея — злого, садистского врача-психопата, который и становится антагонистом Агента Ли. Повествование перемещается из Свободии в Интерзону (данное место создано Берроузом по образу Международной зоны Танжер в Марокко, где он жил продолжительное время), где появляется новый герой — Хассан (Хасан ибн Саббах, герой множества произведений писателя), устраивающий кровожадную оргию. Параллельно с этим в повествование попадает А.Дж., срывающий вечеринку и разжигающий конфликт с Хассаном. Далее ход романа возвращается на торговую площадь Аннексии, описывается её тоталитарный режим. Одновременно с этим идут краткие истории участников происходящего — Бенвея, А. Дж., Клема и других. Далее следует описание четырёх заинтересованных сторон, представленных на территории Интерзоны. Сюжет неожиданно возвращается к реальности Агента Ли, преследуемого двумя полицейскими, с которыми он успешно расправляется. Роман завершается скомканным (по методу нарезок) диалогом и внезапно заканчивается.
Несмотря на то, что номинально в книге возможно выделить некое подобие сюжетной линии, подавляющее большинство литературных критиков (Джеймисон, Кук, Jorre, Линк и Catton, Zott, Dittman, Burner) рассматривают роман в качестве бессюжетного. «Текст этой феерической антиутопии воспроизводит обрывки полуосознанных, бредовых наркотических видений-галлюцинаций, в которых перемешаны гротескные, доведённые автором до абсурда черты нашего мира и времени, приметы нашей жизни» — описывали Ярослав Могутин и Александр Шаталов содержание романа в предисловии к его русскоязычному изданию.
Аналогично сборнику рассказов «Интерзона», протагонистом «Голого завтрака» является alter ego Берроуза, в тексте произведения фигурирующее под псевдонимом «Инспектор Ли» (иногда под именами Уильям Ли, Билл Ли, Агент Ли). Вторым по значимости персонажем книги является Доктор Бенвэй — «манипулятор и координатор знаковых систем, специалист по всем фазам допроса, промывки мозгов и контроля», как представляет его Берроуз на страницах романа; является антагонистом главного героя. Остальные упомянутые в тексте персонажи предстают второстепенными и не являются сюжетно значимыми.

## Происхождение и смысл названия
Заглавие для будущего романа придумал Джек Керуак. В одном из мемуарных эссе Берроуз признавался, что «именно Керуак» убедил его «написать книгу и назвать её „Голый завтрак“». Смысл названия писатель раскрывал в авторском предисловии к роману «Голый завтрак»: 

Название предложил Джек Керуак. До недавнего своего выздоровления я не понимал, что оно означает. А означает оно именно то, о чём говорят эти слова: ГОЛЫЙ завтрак — застывшее мгновение, когда каждый видит, что находится на конце каждой вилки.Оригинальный текст (англ.)The title was suggested by Jack Kerouac. I did not understand what the title meant until my recent recovery. The title means exactly what the words say: NAKED Lunch — a frozen moment when everyone sees what is on the end of every fork.
Примечательным фактом является то, что настоящее название романа появилось в результате неправильного прочтения. У Берроуза был неряшливый почерк — и когда Гинзберг с Керуаком получили один из рукописных вариантов романа, при прочтении вслух Гинзберг допустил ошибку, перепутав авторское «naked lust» (с англ. — «голое вожделение, похоть») с «naked lunch». Именно в этот момент Керуаку и пришла в голову идея, что именно такое название идеально подходит для книги. Данная версия происхождения названия впервые была озвучена в выпуске The New York Times за 3 августа 1997 года, однако существует и иная, кардинально отличающаяся от представленной. Согласно ей, название было предложено в середине 1940-х, когда Берроуз впервые встретил Керуака, который и предложил ему написать роман, озаглавив его «Голый завтрак»; данная версия упоминается самим писателем в сборнике эссе «Счётная машина».
Американский писатель и эссеист Дэниел Фукс даёт развернутый комментарий касательно этимологии названия книги: «Определение Берроуза [про застывшее мгновение] — это очередной пример ухода от „цивилизованных форм“, форм, которые он находит садистскими. Он, к примеру, критикует смертную казнь — максимальную форму контроля: „Если цивилизованные страны желают вернуться к Друидическим Обрядам Повешения в Священной Роще или к тому, чтобы пить кровь вместе с Ацтеками и кормить их Богов кровью человеческих жертв, то пускай увидят, что же на самом деле они едят и пьют. Пусть увидят, что лежит на кончике этой длинной газетной ложки“. Здесь снова появляется „завтрак“, а вилка или ложка — это новости от цивилизации.»
Оригинальное название «Naked Lunch» первым издателем было заменено на «The Naked Lunch». Без определённого артикля «the» книга впервые вышла только в американском издании. Керуаком же было придумано название и для другого знакового произведения литературы битников — поэмы «Вопль» (Howl, 1956) Аллена Гинзберга.

## История создания
В начале 1950-х годов Уильям Берроуз завершил своё путешествие по Эквадору и Перу (отчёты о пребывании там писателя впоследствии составят книгу «Письма Яхе») и переехал в Марокко, в Международную зону Танжер, которую мечтал посетить после прочтения нескольких книг Пола Боулза. В Танжере Берроуз много писал, и к 1957 году за работу над весьма разрозненным творчеством писателя приступили его близкие друзья — Аллен Гинзберг, Джек Керуак и Алан Ансен. Продуктом их совместной деятельности стал сборник рассказов «Интерзона», которая, впрочем, не попадёт в печать вплоть до 1989 года. Одна из частей «Интерзоны», озаглавленная автором как «СЛОВО», стала предтечей «Голого завтрака»; в ходе работы над данным материалом Берроуз окончательно утвердился в использовании «метода нарезок», который сыграет ключевую роль в последующей работой над «Голым завтраком». Написание «СЛОВА» стало переломной точкой в творчестве Берроуза, окончательно отдалившей писателя от традиционной формы повествования, в которой были написаны новеллы «Пидор» и «Джанки». К подобной стилистике писатель уже никогда больше не вернулся, сделав фирменный нелинейно-нарративный стиль письма основным инструментом в своём творчестве. Итоговый вид рукописи романа оказался для писателя сюрпризом; отвечая на вопрос журналиста о фразе из вступления — «Точно не помню, как я писал то, что теперь опубликовано под названием „Голый завтрак“», Берроуз назвал её гиперболой. Автор говорил, что был сильно удивлен, когда увидел письма Гинзбергу, которых не держал в руках много лет. Писатель был поражён, как много материала содержалось в них, что позже был включен в «Голый завтрак». Впервые Берроуз упоминает о том, что закончил работу над романом в письме от 17 января 1959 году Полу Боулзу.
Когда Берроузом в 1958 году впервые было предложено Морису Жиродиа, главе издательства Olympia Press (которое специализировалось на выпуске книг, написанных в грубой манере с использованием обсценной лексики и зачастую граничащих с порнографией), опубликовать роман, Жиродиа ответил отказом. Писатель был вынужден обратиться в Сан-Франциско к Лоуренсу Ферлингетти и его «City Lights»; Оливер Харрис, соавтор книги «Письма Уильяма Берроуза», отмечает, что хоть писатель и пошел на уступки — согласившись вычеркнуть из текста «грязные» моменты, Ферлингетти всё равно отклонил предложение выступить издателем «Голого завтрака». Только некоторое время спустя, когда значительный отрывок книги был опубликован Chicago Review, интересом к рукописи проникся ранее отказавшийся от неё Жиродиа. Редактором готовящегося к выпуску романа стал издатель «Chicago Review» Ирвинг Розенталь (англ. Irving Rosenthal). Розенталь считал, что текст рукописи слишком мал по объёму и просил Берроуза предоставить дополнительные материалы для расширения последнего. На основе «СЛОВА» и множества других записей Берроуз, совместно с друзьями, помогавшими ему с «Интерзоной», приступили к вёрстке. Отдельного упоминания заслуживает то, что «танжерский» период творчества характерен тем, что писатель не проводил границ между непосредственно художественным творчеством и личными письмами, предоставив редакторскую работу Гинзбергу. Сотни страниц материала были отобраны, заново напечатаны и составлены по методике «fold-in», разработанной на основе «метода нарезок». Весь материал был отправлен Жиродиа.

## Судебные процессы над издателем
Роман был издан Olympia Press в 1959 году во Франции, однако попал в список запрещённых к изданию на территории США книг по причине широкого использования нецензурной лексики, наличия сцен с педофилией и убийствами детей. И во Франции не обошлось без скандала — дело дошло до того, что видным литераторам (не французским, как писал Берроуз) пришлось даже написать открытое письмо к правительству страны, оправдывая действия Жиродиа по выпуску романа в печать.
В 1961 году Россет, несмотря на действующий запрет на публикацию романа, приобрёл 10 000 экземпляров книги, намереваясь распространять её на территории США. Планам издателя не суждено было сбыться: иная книга Grove Press, роман Миллера «Тропик Рака», вызвал вокруг себя дебаты и привлёк внимание общественности к издательству — выпуск в печать «Голого завтрака» пришлось отложить на неопределённое время. В 1962 году Grove выиграло антицензурное дело в суде города Чикаго, а некоторое время спустя, в ходе Эдинбургской писательской конференции (англ. Edinburgh Writets’ Conference), организованной авангардистским издателем Джоном Калдером, в защиту «Голого завтрака» высказались Норман Мейлер и Александр Трокки. Россет решил заказать ещё несколько тысяч экземпляров романа и приступил к его продаже на территории США. В течение года книга была доступна в книжных магазинах по всей территории страны, однако не утихавшие волнения к 1963 году привели к аресту крупной партии книг бостонской полицией. Данный факт подхлестнул покупательский интерес к роману, который ранее был достаточно спокойно встречен читателями. Непродолжительное время спустя городской суд признал роман непристойным и ввёл запрет на его распространение. В связи с общественными волнениями, вызванными романом (ещё до судебных процессов), Берроузу пришлось написать вступительную статью к книге, объясняя её смысл. Множественные описания приёма наркотиков способствовали неправильному пониманию позиции автора в данном отношении. Берроуз писал об этом 11 сентября 1959 года Гинзбергу:

Я готовлю нечто вроде письменных показаний, разъяснение сути «Голого завтрака» для собственной безопасности. Роман вообще о вирусе наркозависимости. В нём раскрывается природа вируса и то, как его можно сдержать. Я вовсе не за джанк и никогда за него не был. Напротив, я призываю: люди, слезайте вы с поезда джанка, он несется по откосу в три мили длиной прямиком в кучу дурмана!
Статья Берроуза, озаглавленная «Письменное показание: свидетельство, касающееся болезни», на текущий момент присутствует практически во всех изданиях романа в качестве предисловия. После того, как «показание» было опубликовано, оно было подвергнуто критике со стороны Гинзберга, который считал, что «она выходит за рамки необходимой юридической защиты и не соответствует духу книги». Поэт обвинял Берроуза в излишнем морализаторстве и в попытке отказаться от авторства рукописи.
Из-за судебной волокиты в течение двух последующих лет процесс над издателем «Голого завтрака» не мог начаться. Процесс судопроизводства был запущен 12 января 1965 года. Дело рассматривал судья Юджин Хадсон (англ. Eugene Hudson). Основной стратегией защиты Grove была идея показать, что произведение имеет неоспоримую социальную значимость. В числе приглашённых экспертов для оценки книги были представлены Гинзберг, Мейлер и Чиарди. Сам автор на слушании не присутствовал; отвечая на закономерный вопрос журналиста об этом, Берроуз отвечал:

Вызывали, но я отказался ехать. А общее впечатление — сплошной фарс. Защита доказывала, будто «Голый завтрак» имеет огромное общественное значение, однако, по-моему, это к делу не относится и не затрагивает основного вопроса о праве цензуры в целом, о праве государства осуществлять какую бы то ни было цензуру. Уверен, будь я там, пользы бы не принёс.
В суде Гинзберг говорил больше часа, обсуждая структуру романа, его темы и литературные достоинства. Каждый отдельный элемент книги он отделял от другого и демонстрировал, как он предстаёт в виде социального критицизма и, одновременно, является важным представителем творчества. Мейлер, в свою очередь, сказал: «Я считаю, что по одной причине мы не можем назвать „Голый завтрак“ великой книгой, подобной „В поисках утраченного времени“ или „Улиссу“ — по причине несовершенства структуры… Я не имею представления о том, каким образом скомпонована эта книга. Её компоненты отличаются друг от друга так, что создается впечатление пира, где поданы тридцать, а то и сорок блюд. Их можно подать в любом порядке».
7 июля 1966 года Верховный суд Массачусетса постановил, что текст романа «Голый завтрак» не является непристойным. С издателя были сняты все обвинения, и отныне произведение могло свободно продаваться на территории США. Процесс, в ходе которого слушалось дело «Голого завтрака» Уильяма С. Берроуза, считается одним из важнейших, рассматриваемый в одном ряду с громкими делами «Любовника леди Чаттерлей» (1928) Д. Лоуренса, «Тропика рака» (1936) Г. Миллера и «Вопля» (1956) А. Гинзберга. Судебный процесс над издателем «Голого завтрака» является примечательной вехой в истории издательского дела на территории США, последнее дело, положившее конец литературной цензуре в стране. Несколько десятилетий спустя Гинзберг вспоминал: «Все эти процессы привели к освобождению литературы. То же происходило позднее с кино, пока Энди Уорхол и прочие не высветили все это.»
В предисловии к русскому изданию «Голого завтрака» Ярослав Могутин и Александр Шаталов писали: «Скандал вокруг книги, естественно, возымел обратное действие, добавил ей значительности, взорвав „общественное мнение“ и заинтересовав „Голым завтраком“, Берроузом и остальными битниками такое количество читателей, какое наверняка не смогла бы привлечь никакая реклама». Важным фактом также является то, что пособничество Жиродиа в издании Россетом книги на территории США привело к лишению Берроуза многих тысяч долларов, отмечает О. Харрис: «роялти из Америки и других стран с продаж „Голого завтрака“, переведённые на счёт Жиродиа через швейцарское агентство Одетты Хюммель, до самого автора так и не дошли. По соглашению, заключённому в 1967 г., контроль за правами на „Голый завтрак“ вернулся к Берроузу».

## Отзывы критики и современный статус романа
Небольшие выдержки из книги впервые были напечатаны в США осенью 1957 года изданием Black Mountain Review, однако не привлекли особого внимания критики. Более крупная девятистраничная часть текста «Голого завтрака» была издана несколько позже небольшим (на тот момент) литературным журналом Chicago Review, редактором которого являлся Розенталь (интересно, что позже он откажет в издании «Шатунов» Мамлеева). Реакция критики в лице колумниста газеты Chicago Daily News была высказана в достаточно категоричной форме:

Это одна из самых омерзительных коллекций грязи, которая попала в печать из всех, что я видел.
Оригинальный текст (англ.)One of the foulest collections of printed filth I've seen publicity circulated.

В дополнению к этому Чикагская почтовая служба пыталась воспрепятствовать рассылке журнала, чем только увеличила интерес американской прессы. После появления упомянутого выше отзыва, выдержки из книги стали центром литературной дискуссии
. Помимо Chicago Daily News, ряд небольших изданий аналогичным образом высказали шумный протест в адрес будущего романа. В короткий срок книга снискала себе дурную славу. В одном из интервью Берроуз так же вспоминал, что в первое время книга была подвергнута резкой критике. Многие литературные обозреватели со страстью ненавидели роман; критик The Times Literary Supplement назвал книгу вызывающей тошноту и нагоняющей скуку, а издатели Playboy (всегда отличавшиеся литературным либерализмом), аналогично раскритиковали произведение. Помимо самого содержания, книга также была негативно воспринята из-за своей специфической структуры (метод нарезок), которая затрудняла чтение.
В одном из интервью журналист проводил параллели между «Голым завтраком» и работами Иеронима Босха, отмечая, что работы последнего никто не назовёт порнографическими, однако одновременно с этим «самые отъявленные ханжи в ужасе отталкиваются от „Голого завтрака“»; Берроуз аргументировал это следующим образом: «уважаемые члены общества просто не видят того, что происходит на полотнах Босха, а ведь то же самое я описал в „Голом завтраке“. Не видят и всё тут. Во-вторых, Босх творил давно <…> Мышление уважаемого члена общества самым иррациональным образом раздваивается: если нечто овеяно древностью, выставляется в музее и знаменито — то с ним всё хорошо. Ну и не стоит забывать: между литературой и живописью существует разница».
Известный американский литературный критик Джон Чиарди в статье «Угасшим битникам посвящается» писал: 

«Голый завтрак» представляет собой очень яркий, проникнутый эмпатическими переживаниями спуск в ад, имя которому — наркомания. Есть одно «но». Хотя Берроуз был принят битниками, <…> на деле он страдает отдельным личным помешательством. Эта потерянная душа обследовала все помойки на дне общества, пробуя одну пагубную привычку за другой. Автор тщательно прописанного «хоррора», Берроуз совершенно точно использует правку как один из инструментов писательского ремесла. Литературную почву, на которой выросло творчество Берроуза, лучше всего, пожалуй, можно определить как сочетание сюрреализма с Генри Миллером. Вся штука в том, что не появись «поколение битников» вовсе, Берроуз писал бы точно так же, как пишет сейчас. И хотя многие читатели найдут его литературные опыты отталкивающими, причиной этого отвращения станет сама реальность. Страстность, которой дышат произведения Берроуза, в большей степени выстрадана, чем выдумана и подвергнута теоретизированию.

Шум в прессе, вызванный публикацией «Голого завтрака» и, что более важно, последний судебный процесс, посвящённый цензурному запрету на издание книги на территории США, сделал роман знаменитым.
 Shelfari

 Amazon

 WeRead

 LibraryThing

 Goodreads
Уилл Селф назвал роман важнейшей работой Берроуза, а последнего окрестил «великим аватаром литературного модернизма». «Голый завтрак» Селф обозначил важнейшей книгой для каждого, кто имеет какие-либо иллюзии о чём-либо. Джеймс Баллард отметил, что Берроуз — очень богатый автор, позволяющий «увидеть то, что находится на конце каждой вилки … правду». Норман Мейлер охарактеризовал «Голый завтрак» как книгу великой красоты и маниакальной изящности с диким и убийственным юмором. Терри Саузерн и Чиарди аналогичным образом хвалебно откликнулись о произведении.
Критик Los Angeles Times назвал Берроуза «самым возмутительным» американским писателем; Chicago Tribune окрестил книгу «самым бесстрашным американским произведением после „Тропиков“ Миллера». The Commercial Appeal ограничился определением «великий, важнейший роман»; Newsweek обозначил книгу «шедевром». Даже спустя многие десятилетия после выпуска «Голый завтрак» остаётся предметом споров многих читателей и является романом, превратившемся в феномен, навсегда изменив лицо американской литературы. Культовый статус книги продолжает сохраняться и в данный момент: в 2009 году, спустя пятьдесят лет после выпуска романа в печать, была издана книга в честь годовщины романа, «Naked lunch @ 50: anniversary essays». Издание включило наиболее известные статьи, обзоры и критику, связанную с книгой.
Получившая в начале весьма негативные отклики со стороны прессы, а в дальнейшем — статус «андеграундной классики», сейчас книга считается культовым литературным произведением XX века. Подобную славу, по мнению ряда критиков, книга снискала за свой причудливый и нелинейный сюжет, откровенное изображение наркозависимости и высокое влияние, которое роман оказал на молодёжь.
Наравне с «Воплем» Гинзберга книгу считают наиболее влиятельной работой, открывающей философию бит-поколения. Рассматриваемый в одном ряду с работами Барта, Воннегута и Данливи, Берроуз своим романом изменил курс развития американской литературы в двадцатом веке; книга открыла новую эру, а сам автор попал в число наиболее важных и разрушительных её авторов.

## Экранизация
Первая попытка поставить фильм по книге «Голый завтрак» была предпринята ещё в 1970-х годах. Над сценарием работали художник Брайон Гайсин, близкий друг Берроуза, и режиссёр Энтони Бэлч, успевший к этому времени снять несколько экспериментальных короткометражек с участием писателя. Бэлч собирался превратить «Голый завтрак» в «мюзикл в духе 1940-х», а на главную роль он планировал позвать Мика Джаггера. Однако необходимой финансовой поддержкой для фильма заручиться не удалось, и проект был заброшен. Позднее, после смерти Гайсина и Бэлча, Берроуз признался, что их сценарий ему совсем не понравился.
В итоге роман был экранизирован только в 1991 году. Фильм, получивший название «Обед нагишом», поставил канадский кинорежиссёр Дэвид Кроненберг. В 1984 году Кроненберг встретился с Берроузом в Нью-Йорке, чтобы обговорить идею будущей картины, а в начале 1985-го они совместно отправились в Танжер, на место предполагаемых съёмок. В ходе поездки, организованной продюсером проекта Джереми Томасом, Кроненберг принял окончательное решение взяться за экранизацию «Голого завтрака». Берроуз, не принимавший участия в создании сценария, работу Кроненберга одобрил. Писатель положительно отнёсся к тому, что в сценарии использованы фрагменты других его книг (в частности, «Дезинсектора»), а также драматические факты личной жизни (убийство жены). Кроненберг мотивировал отступления от текста романа тем, что дословно перенести «Голый завтрак» на экран было бы невозможно, поскольку подобная экранизация «обошлась бы в 400 миллионов долларов и была бы запрещена во всех странах мира». На главную роль режиссёр утвердил Питера Уэллера, давнего поклонника романа «Голый завтрак». Актёр не раздумывая ухватился за возможность сыграть в экранизации «великой книги о контроле, зависимости и власти», как он сам её для себя определил. Из-за вспыхнувшего в августе 1990 года вооружённого конфликта в Персидском заливе вместо запланированного Танжера съёмки фильма проходили в павильонах Торонто. Тем не менее Берроуз остался доволен готовой картиной — по его словам, Дэвид Кроненберг «сделал всё очень хорошо», и «фильм получился».

## Издания
Первое издание (Франция, английский язык):
- Burroughs, William. The Naked Lunch. — Olympia Press, 1959. — 225 p. — ISBN 0-8021-3295-2.

Обложку для первого издания создал непосредственно сам автор книги. Фронтальная часть состоит из шести линий глифов, состоящих из пяти или четырёх символов каждая. Задник разделён на две колонки разных цветов; левая — лилового цвета с именем автора в левом верхнем углу и названием романа в левом нижнем углу. Слова частично наложены на каллиграфию, располагаясь за и перед глифами, предполагая что они должны рассматриваться в переплетённом виде и оба варианта расположения одинаково важны. О. Харрис сравнивал глифы «Голого завтрака» с восточно-азиатской каллиграфией, в частности иероглифамии кандзи (Япония) и ханча (Корея). Наиболее близки зарисовки Берроуза к китайским рукописным шрифтам; они оба, по мнению Харриса, выглядят созданными без отрыва ручки от листа бумаги, что отстаивает уровень спонтанности данной формы. В таком контексте, утверждает писатель, рисунки Берроуза предполагают (или даже обещают), что содержание книги будет равнозначно «сыпучее». Обложка писателя в этом смысле отзывается на дзэн-буддистский дискурс (играющий важную роль в философии битничества и в особенности в прозе Д. Керуака), предлагая визуальную манифестацию основных его параметров в серии спонтанных скетчей, свободных рисунков.
После победы во втором судебном процессе издательством Grove была выпущена расширенная версия романа — в текст произведения были добавлены ранее отсутствовавшие разделы, а также авторское примечание. Всего Берроузом было написано более десятка различных дополнений к роману (включая предисловия, послесловия и расширяющие основной текст главы) — в новом виде они были представлены в 2001 году в восстановленном тексте под названием «Naked Lunch. The restored text». Менее значительные дополнения к тексту произведения увидели свет в издании 2003 года.
Книга неоднократно переиздавалась в 1966, 1967, 1968, 1969, 1973, 1976, 1977, 1982, 2001, 2003, 2005, 2007, 2009, 2010 году компаниями Olympia Press, Grove Press, Castlke Books, Calder Publications Ltd, Buccaneer Books, Turtleback Books, Harperperrenial, Corgi, Flamingo, Ballantine Books и многими другими.

## Роман в России
В России «Голый завтрак» был впервые опубликован в 1994 году. Книга увидела свет в переводе Виктора Когана, который впоследствии неоднократно переиздавался. По воспоминаниям переводчика, всего им было сделано семь различных вариантов переложения «Голого завтрака» на русский язык, работа над текстом шла в 1980-е годы, когда ни о какой публикации романа Берроуза не могло быть и речи. Сам Коган своим переводом доволен не был. Он признавал: «Это моя первая работа, но, с другой стороны, там чувствуется свежесть. В тексте Берроуза много тёмных мест, а в советской школе перевода, по-моему, учили оставлять тёмные места так, как есть. Уже потом я стал понимать, что эти тёмные места так и надо оставлять». Дмитрий Волчек, который перевёл и издал многие книги Уильяма Берроуза, весьма критически отзывался о своём коллеге: «Коган погубил русского Берроуза. Просто взял и зарезал без наркоза». Волчек отмечал, что никаких «тёмных мест» у американского писателя нет, а его тексты достаточно просты для перевода (при наличии должного образования и добросовестности), но в интерпретации Когана они превратились в ахинею, а сам писатель предстал перед русскими читателями «косноязычным мямлей». Алекс Керви, переводчик дебютного романа Берроуза «Джанки», солидарен с такой оценкой. По его мнению «Голый завтрак» Когана настолько плох, что последний «приговорён наследниками Берроуза к расстрелу».
Российская толстожурнальная и газетная критика отнеслась к выходу русского перевода романа Берроуза прохладно. Рецензент «Нового мира» Сергей Костырко счёл книгу малоинтересной в художественном плане и предположил, что издателя привлекла скандальность затронутых Берроузом тем («наркомания, сексуальный беспредел»). Схожим образом на роман откликнулся обозреватель газеты «Коммерсантъ» Николай Климонтович. Он отметил, что Берроуз — далеко не первый автор, откровенно писавший о «наркомании и педерастии», и заключил, что проза американского литератора — не более чем «бесформенный поток медитаций и галлюцинаций». Критик Дмитрий Бавильский высказался ещё жёстче. В отзыве, опубликованном в журнале «Знамя», он написал, что «Голый завтрак» представляет собой «чуть больше двухсот страниц отборного такого бреда, галлюцинаций отъявленного наркомана, не связанные между собой чешуйки видений, наслаивающиеся, что твоя слюда/слюна».
Более современные рецензии на книгу отражают её текущий статус. Так, обозреватель «Частного корреспондента» Михаил Побирский писал:

Самая известная книга [Голый завтрак] — это компиляция из личных дневниковых записей. Не что иное, как авторские рефлексии нетто, паранойи, грёзы, сексуальные фантазии, технократические бредни… Бредни, рефлексии — да, но искренние! Это и есть творчество, это и есть настоящая алхимия текста — создавать целостное и гениальное из хаотического, из разрозненного, из несуразиц.
Издания на русском языке:
- Голый завтрак. — Глагол, 1994. — 288 с. — 10 000 экз. — ISBN 5-87532-013-3.
- Голый завтрак. — Глагол, 1998. — 288 с. — 5000 экз. — ISBN 5-87532-013-3.
- Голый завтрак. Электронная революция. Последние слова. — Глагол, 2000. — 304 с. — ISBN 5-87532-045-1.
- Голый завтрак. — Симпозиум, 2001. — 400 с. — (Omnia). — 10 000 экз. — ISBN 5-89091-137-6.
- Голый завтрак. — М.: АСТ, 2010. — 288 с. — 2500 экз. — ISBN 978-5-403-02437-2.
- Голый завтрак. — М.: АСТ, 2010. — 288 с. — 1500 экз. — ISBN 978-5-403-02438-9.
- Голый завтрак. — М.: АСТ, 2019. — 384 с. — 7000 экз. — ISBN 978-5-17-113741-0.